# Growl (datorprogram)
Growl är ett centraliserat meddelandesystem för OS X som liknar NotifyOSD ifrån Ubuntu. Program kan be Growl visa information för användaren på ett enkelt, konsekvent och anpassningsbart sätt. Growl ger användaren möjlighet välja vilka meddelanden som ska synas samt hur de ska se ut, och utvecklaren i sin tur behöver inte lägga tid på att själv skapa användarvänliga informationsrutor.

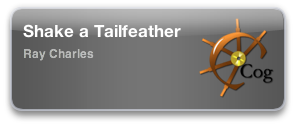
Growl visar ett meddelande från musikspelaren Cog

I Growls inställningspanel kan inställningar för individuella programs visningsmöjligheter göras. Olika meddelandestilar kan sättas för meddelanden inom samma program och möjligheten finns även att förhindra specifik information från att visas över huvudet taget.

## Meddelandesystemet
Program som vill använda sig av meddelandesystemet registrerar en "biljett" hos Growl och skickar därefter när som helst information för visning. Growl ser till så att flera informationsrutor som visas samtidigt inte överlappar varandra och att meddelanden visas i en lagom takt, utan att halka utanför skärmen. Anslutningsmöjligheter till Growl finns för en mängd programmeringsspråk, exempelvis Objective-C, C, Perl, Python, Tcl, Applescript, Java och Ruby.

## Program som stöds
Growl används av en mängd program i OS X, exempelvis:
- Adium
- aMSN
- Cyberduck
- Firefox[förtydliga]
- Quicksilver
- Skype
- Mozilla Thunderbird
- Transmission
- VLC
- Spotify

En mer fullständig lista finns på Growls hemsida.